# Élections législatives de 1981 dans la Haute-Loire
Les élections législatives françaises de 1981 dans la Haute-Loire se déroulent le 14 juin 1981. 
Les deux sièges sont pourvus dès le premier tour.

## Élus
| Circonscription | Député sortant                               | Parti | Parti     | Député élu ou réélu | Parti | Parti     |
| --------------- | -------------------------------------------- | ----- | --------- | ------------------- | ----- | --------- |
| 1re             | Roger Fourneyron suppléant de Jacques Barrot |       | UDF (CDS) | Jacques Barrot      |       | UDF (CDS) |
| 2e              | Jean Proriol                                 |       | UDF (PR)  | Jean Proriol        |       | UDF (PR)  |

## Positionnement des partis
La majorité sortante, réunie dans l'Union pour la nouvelle majorité, soutient Jacques Barrot, réélu en 1978 et remplacé par son suppléant Roger Fourneyron à la suite de sa nomination au gouvernement, et le député sortant Jean Proriol, maire de Beauzac et conseiller général de Monistrol-sur-Loire.
Du côté de la nouvelle majorité présidentielle, le Parti socialiste investit Henri Vincendon, conseiller général d'Aurec-sur-Loire et Louis Eyraud, maire et conseiller général de Brioude, tandis que le Parti communiste français, sous l'appellation « majorité d'union de la gauche », présente René Raffier et Jacky Tiveyrat.
Enfin, le Mouvement socialiste occitan soutient Gustave Alirol dans la 1re circonscription (Le Puy - Yssingeaux).

## Résultats

### Résultats à l'échelle du département
|                | Union pour la démocratie française | 66 021  | 58,00  | 2 |  |  |
|                | Union pour la nouvelle majorité    | 66 021  | 58,00  | 2 |  |  |
|                |                                    |         |        |   |  |  |
|                | Parti socialiste                   | 40 882  | 35,92  | 0 |  |  |
|                | Parti communiste français          | 5 652   | 4,97   | 0 |  |  |
|                | Majorité présidentielle            | 46 534  | 40,88  | 0 |  |  |
|                |                                    |         |        |   |  |  |
|                | Mouvement socialiste occitan       | 1 274   | 1,12   | 0 |  |  |
|                |                                    |         |        |   |  |  |
| Inscrits       | Inscrits                           | 152 857 | 100,00 | 2 |  |  |
| Abstentions    | Abstentions                        | 37 513  | 24,54  |   |  |  |
| Votants        | Votants                            | 115 344 | 75,46  |   |  |  |
| Blancs et nuls | Blancs et nuls                     | 1 515   | 1,31   |   |  |  |
| Exprimés       | Exprimés                           | 113 829 | 98,69  |   |  |  |

### Résultats par circonscription

#### Première circonscription (Le Puy-en-Velay - Yssingeaux)
|                | Jacques Barrot sortant réélu | UDF (CDS)          | 36 592 | 62,32  |  |  |  |
|                | Henri Vincendon              | PS                 | 17 843 | 30,39  |  |  |  |
|                | René Raffier                 | PCF                | 3 003  | 5,11   |  |  |  |
|                | Gustave Alirol               | Régionaliste (MSO) | 1 274  | 2,17   |  |  |  |
|                |                              |                    |        |        |  |  |  |
| Inscrits       | Inscrits                     | Inscrits           | 79 731 | 100,00 |  |  |  |
| Abstentions    | Abstentions                  | Abstentions        | 20 216 | 25,36  |  |  |  |
| Votants        | Votants                      | Votants            | 59 515 | 74,64  |  |  |  |
| Blancs et nuls | Blancs et nuls               | Blancs et nuls     | 803    | 1,35   |  |  |  |
| Exprimés       | Exprimés                     | Exprimés           | 58 712 | 98,65  |  |  |  |

#### Deuxième circonscription (Le Puy-en-Velay - Brioude)
|                | Jean Proriol sortant réélu | UDF (PR)       | 29 429 | 53,39  |  |  |  |
|                | Louis Eyraud               | PS             | 23 039 | 41,80  |  |  |  |
|                | Jacky Tiveyrat             | PCF            | 2 649  | 4,81   |  |  |  |
|                |                            |                |        |        |  |  |  |
| Inscrits       | Inscrits                   | Inscrits       | 73 126 | 100,00 |  |  |  |
| Abstentions    | Abstentions                | Abstentions    | 17 297 | 23,65  |  |  |  |
| Votants        | Votants                    | Votants        | 55 829 | 76,35  |  |  |  |
| Blancs et nuls | Blancs et nuls             | Blancs et nuls | 712    | 1,28   |  |  |  |
| Exprimés       | Exprimés                   | Exprimés       | 55 117 | 98,72  |  |  |  |